# Aldeyjarfoss
Aldeyjarfoss és una cascada situada al nord d'Islàndia, a la part septentrional de la carretera de l'altiplà de Sprengisandur que, per tant, forma part de les Terres Altes d'Islàndia.
Un dels trets més distintius de les cascades és el contrast entre les columnes negres de basalt i les aigües blanques del salt. En això, recorden a la cascada islandesa de Svartifoss, a Skaftafell, més petita.
El riu Skjálfandafljót cau des d'una altura d'uns 20 metres. El basalt pertany a un camp de lava que s'anomena Frambuni o Suðurárhraun, sent hraun la paraula islandesa que designa la lava.